# Luoghi manzoniani
(Ippolito Nievo)
I luoghi manzoniani sono siti, edifici, quartieri, serviti da ispirazione e citati da Alessandro Manzoni nel romanzo I promessi sposi. Per alcuni le citazioni sono precise, per altri la corrispondenza è determinata dalla tradizione, come nella presunta casa di Lucia, a volte con più di una assegnazione per lo stesso luogo. Presenti principalmente a Lecco, a Milano e in Brianza. Inoltre si riferiscono ed esprimono lo spirito e la psicologia dei personaggi attraverso la loro descrizione: un esempio è il castello con l'Innominato, oppure il palazzotto con don Rodrigo.
Nella città di Lecco sono segnalati da targhe esposte all'esterno dei siti e indicati in percorsi turistici. Nella sala III del civico museo manzoniano è illustrata l'iconografia classica dei luoghi attraverso una serie di stampe del territorio di Lecco del XVIII e XIX secolo.

## Elenco
Lecco
- Lago di Como
- Ponte Azzone Visconti
- Tabernacolo dei bravi
- Palazzotto di don Rodrigo

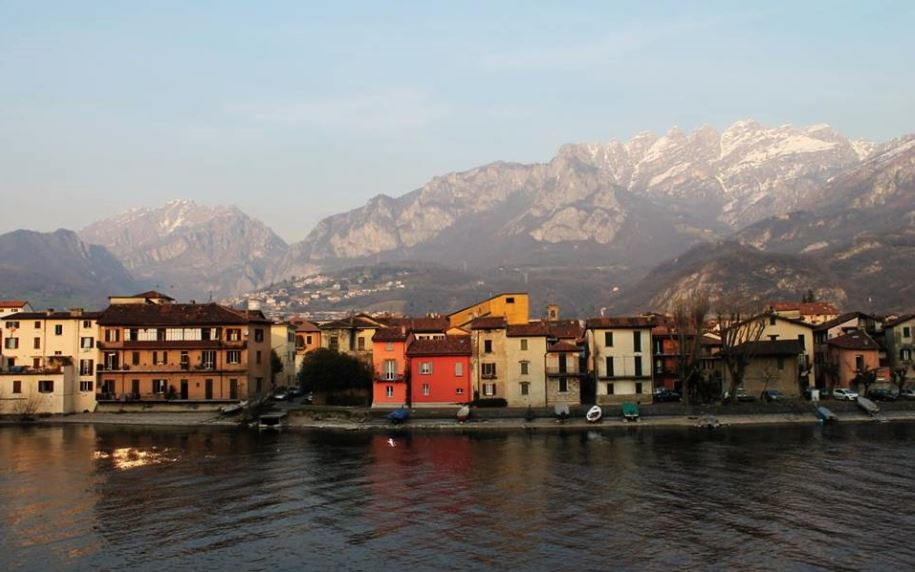
Pescarenico

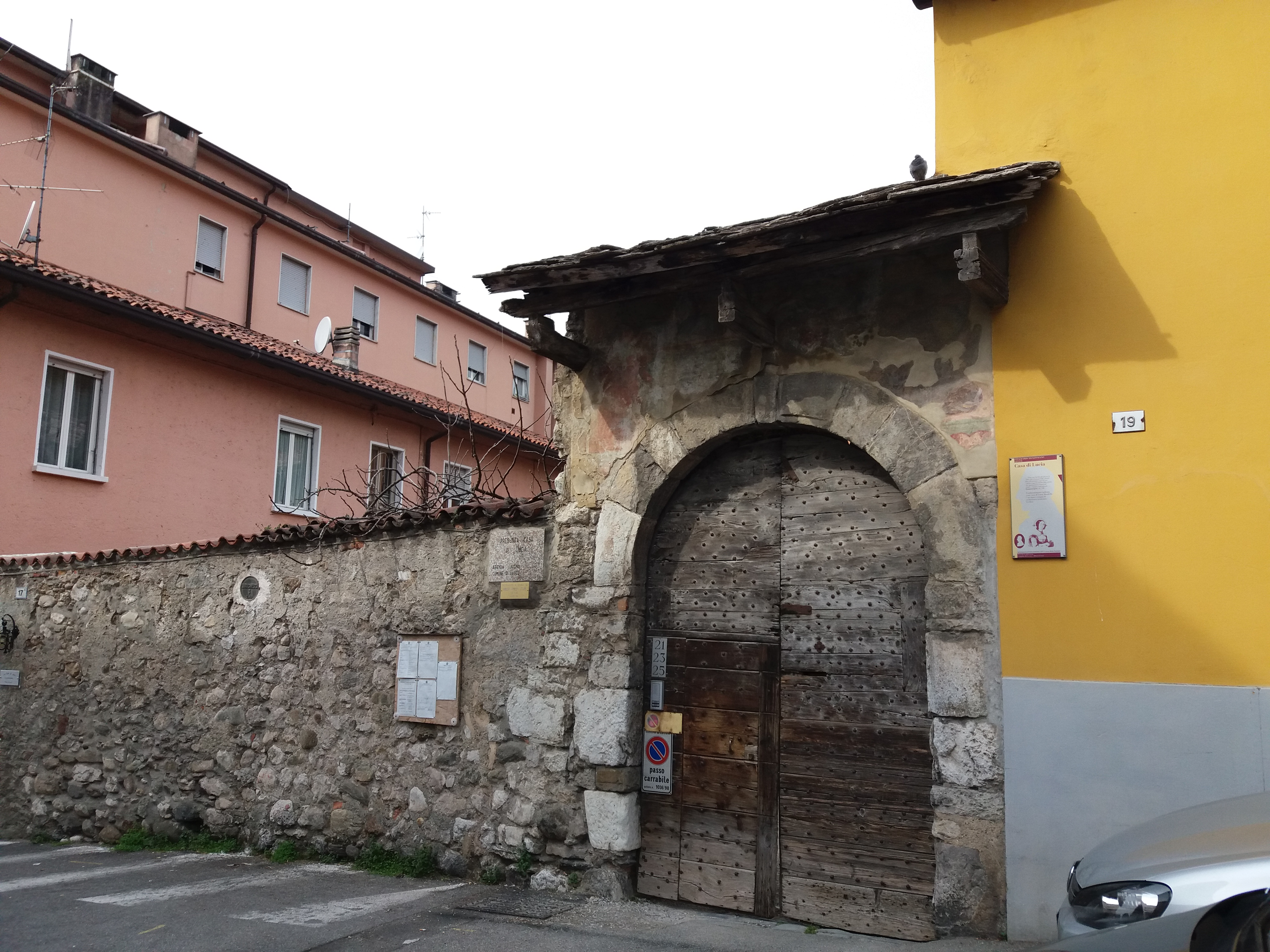
La presunta casa di Lucia

- Villaggio dei pescatori di Pescarenico
- Convento di Fra Cristoforo, presso la chiesa dei Santi Materno e Lucia di Pescarenico
- Casa del sarto a Chiuso
- Casa di Lucia
- Chiesa di Acquate
- Chiesa dei Santi Vitale e Valeria (conosciuta come chiesa di don Abbondio) a Olate
- Chiesa di San Giovanni Battista (detta del Beato Serafino)
- Villa Manzoni (Civico museo manzoniano)
- Monumento ad Alessandro Manzoni
- Monumento dell'Addio monti
- Monte Resegone

Malgrate
- Cappella dei morti di Peste

Milano
- Monumento ad Alessandro Manzoni
- Chiesa di San Fedele
- Casa Manzoni
- Famedio del Cimitero monumentale
- Lazzaretto di Milano
- Forno delle Grucce, panetteria (non più esistente, nell'attuale corso Vittorio Emanuele II, ai civici 3-5) ove Renzo assiste all'assalto della folla inferocita
- Convento dei Cappuccini (non più esistente, nell'attuale piazza Eleonora Duse)

Monza
- Chiesa di San Maurizio, dove era situato il convento della Monaca di Monza

Vercurago
- Castello dell'Innominato
- Taverna della Malanotte, presso cui i bravi passavano la giornata a bere e giocare a carte

Valsassina
- Casa di Agnese

## Galleria d'immagini

### Come erano dalle illustrazioni di Francesco Gonin metà del XIX secolo

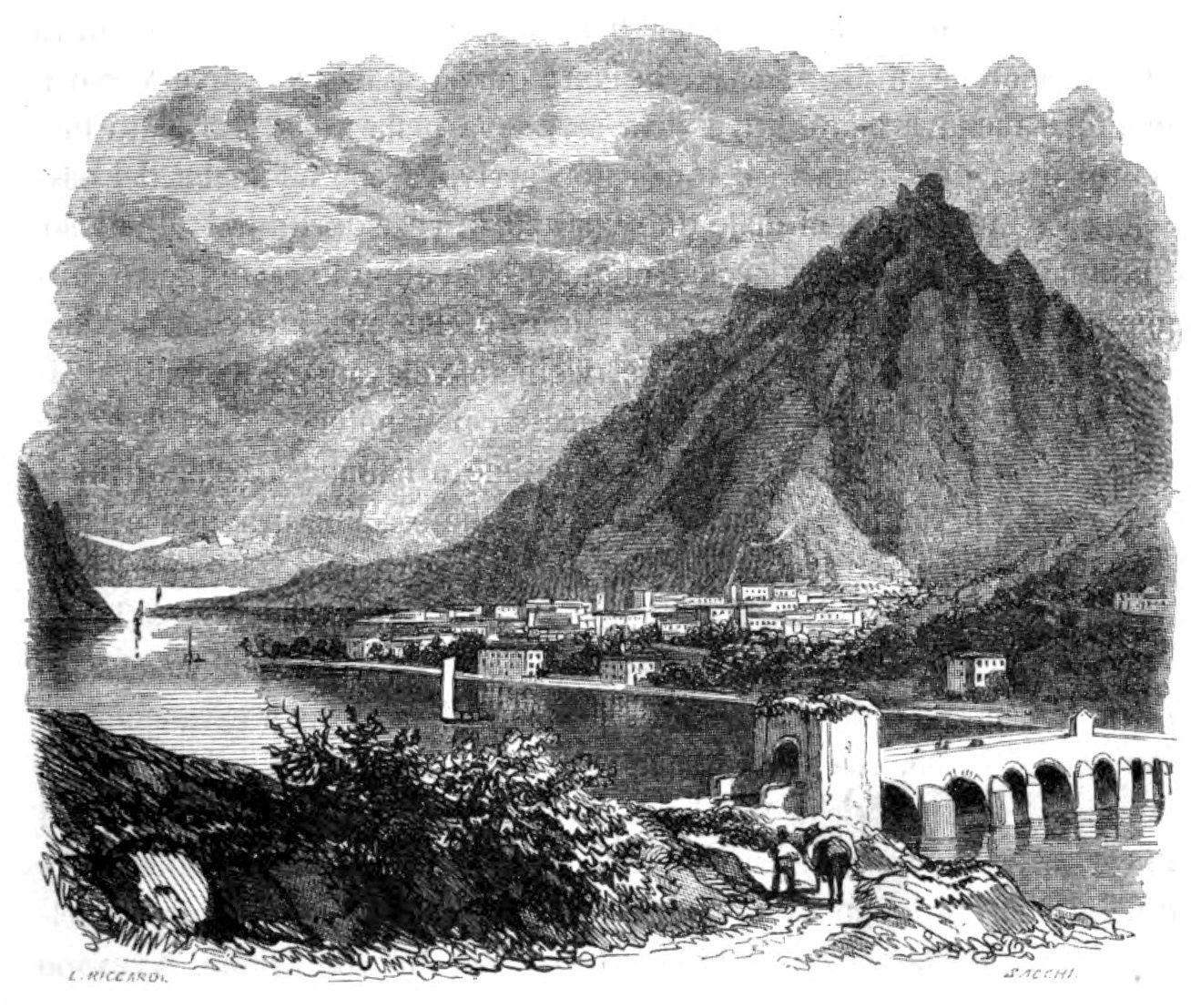
Quel ramo del lago di Como... con il ponte Azzone Visconti in primo piano
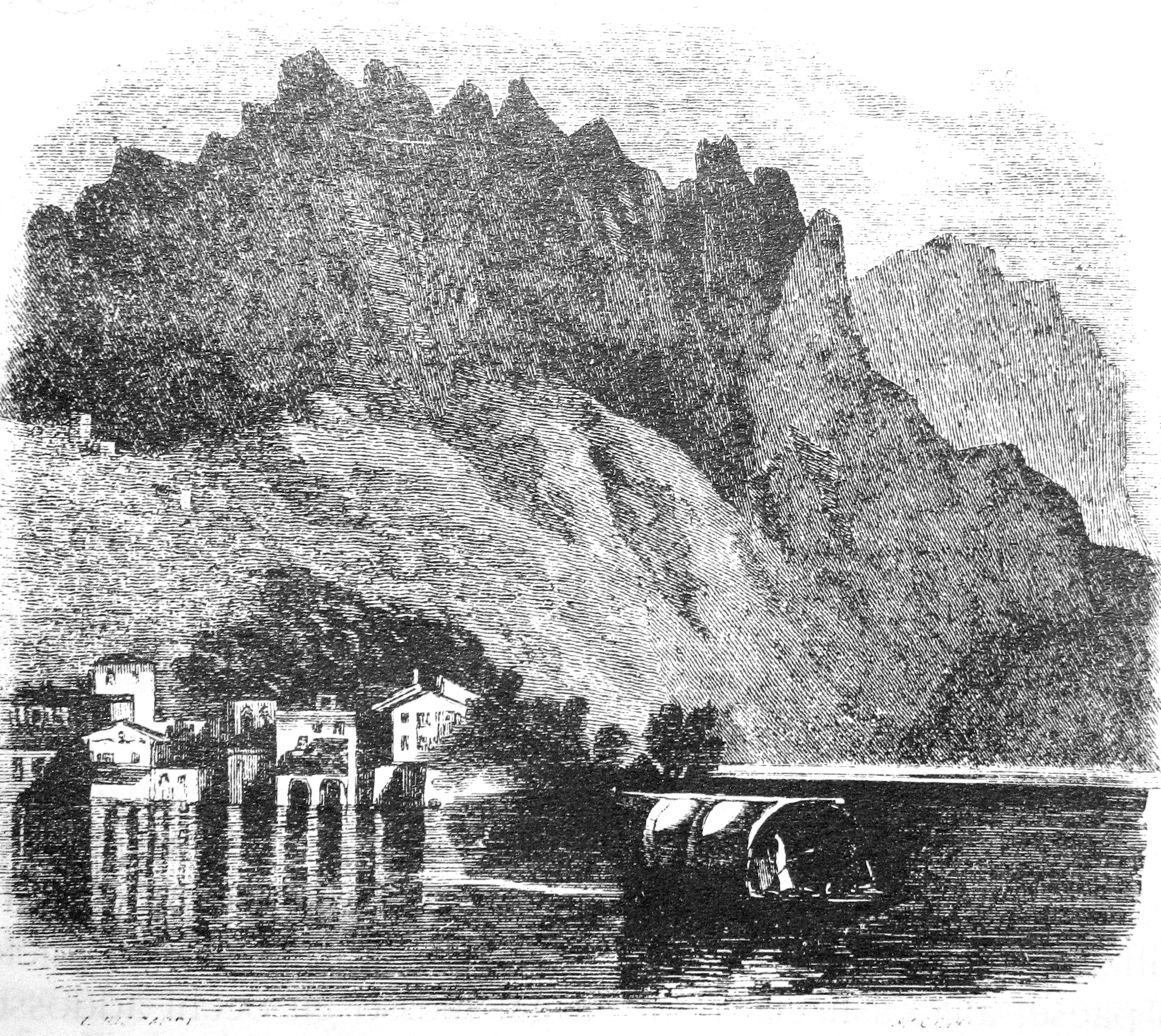
Addio monti con il Resegone e il villaggio di Pescarenico sullo sfondo
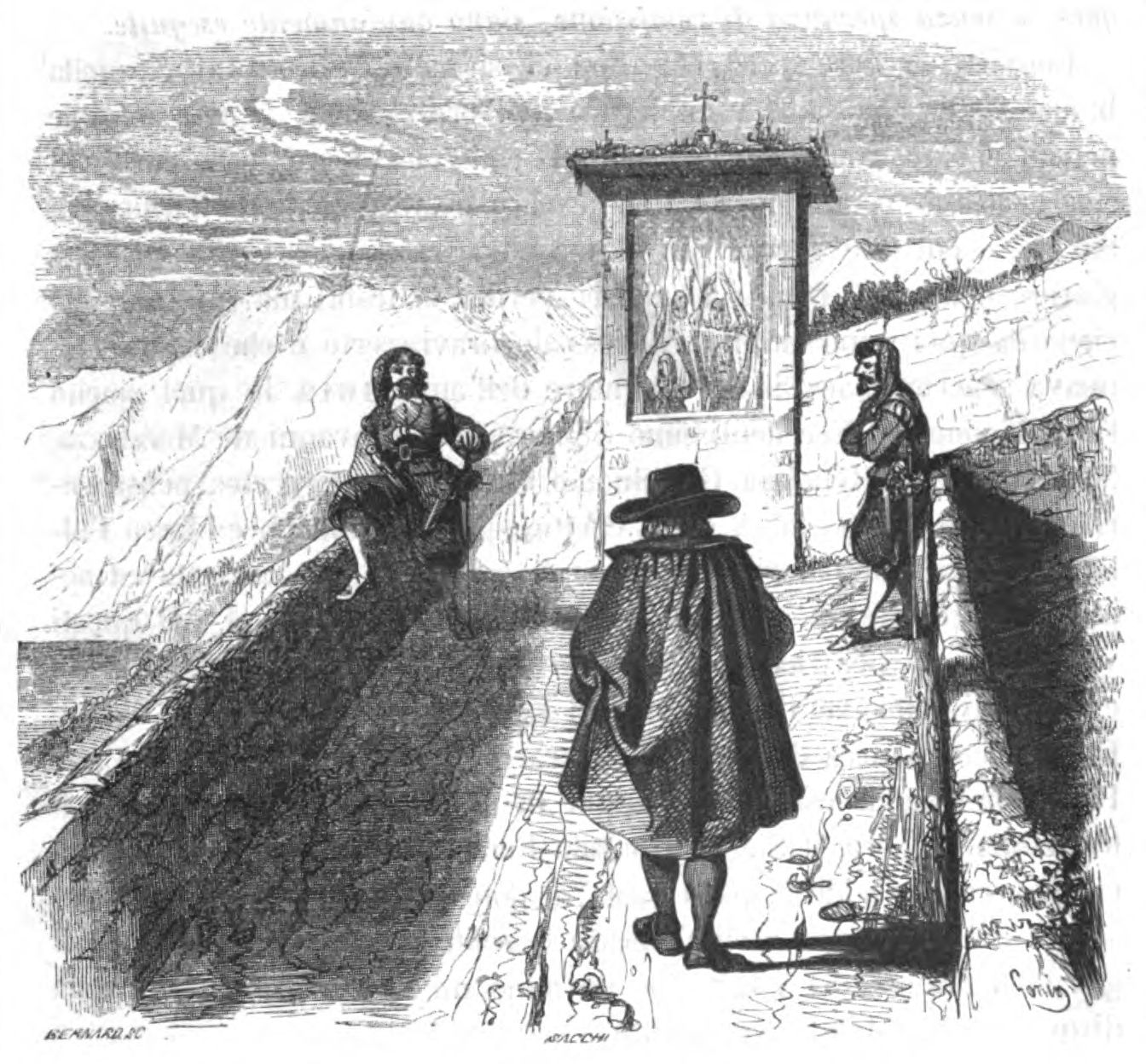
Il tabernacolo dei bravi
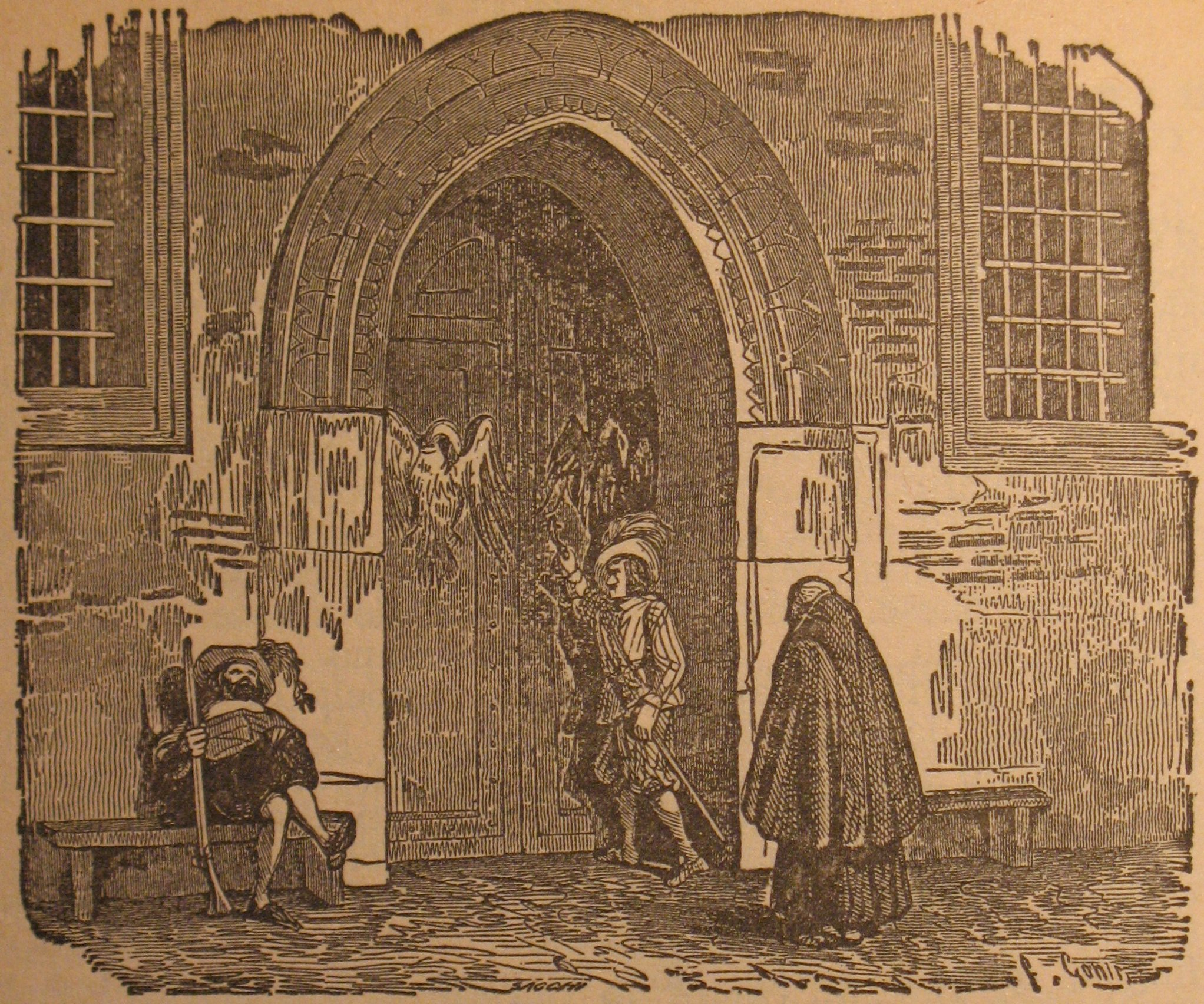
Il palazzotto di don Rodrigo

### Come sono oggi

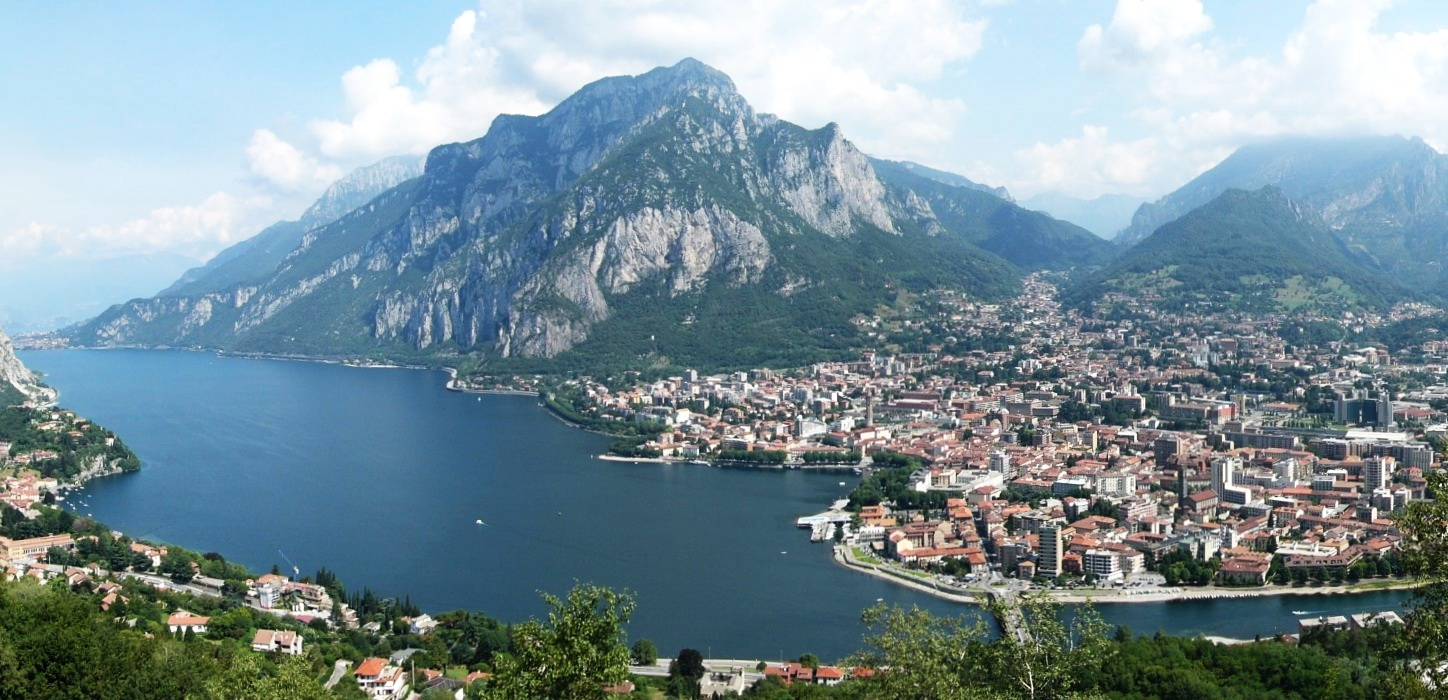
Lecco e il suo ramo di lago
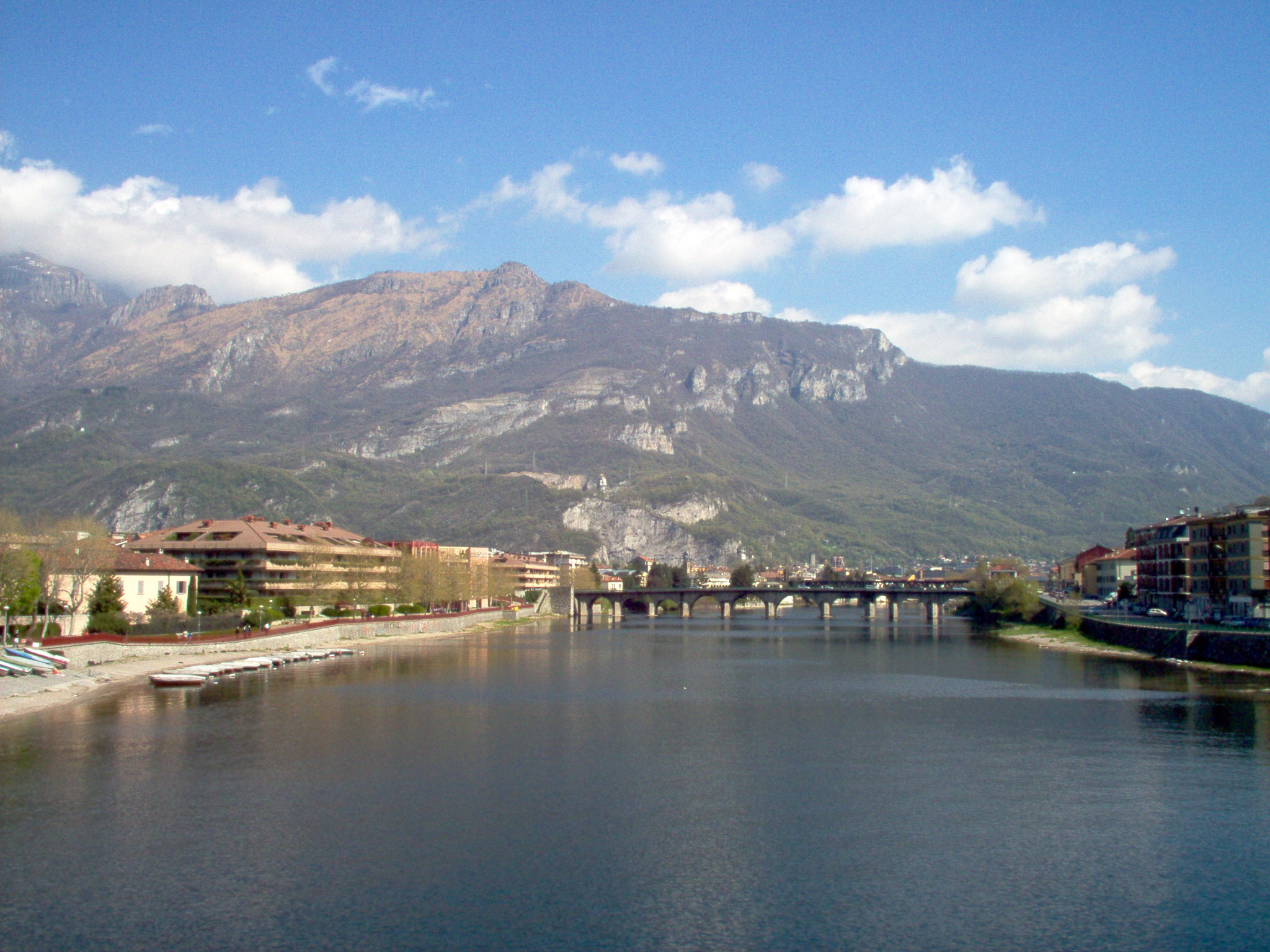
Ponte Azzone Visconti
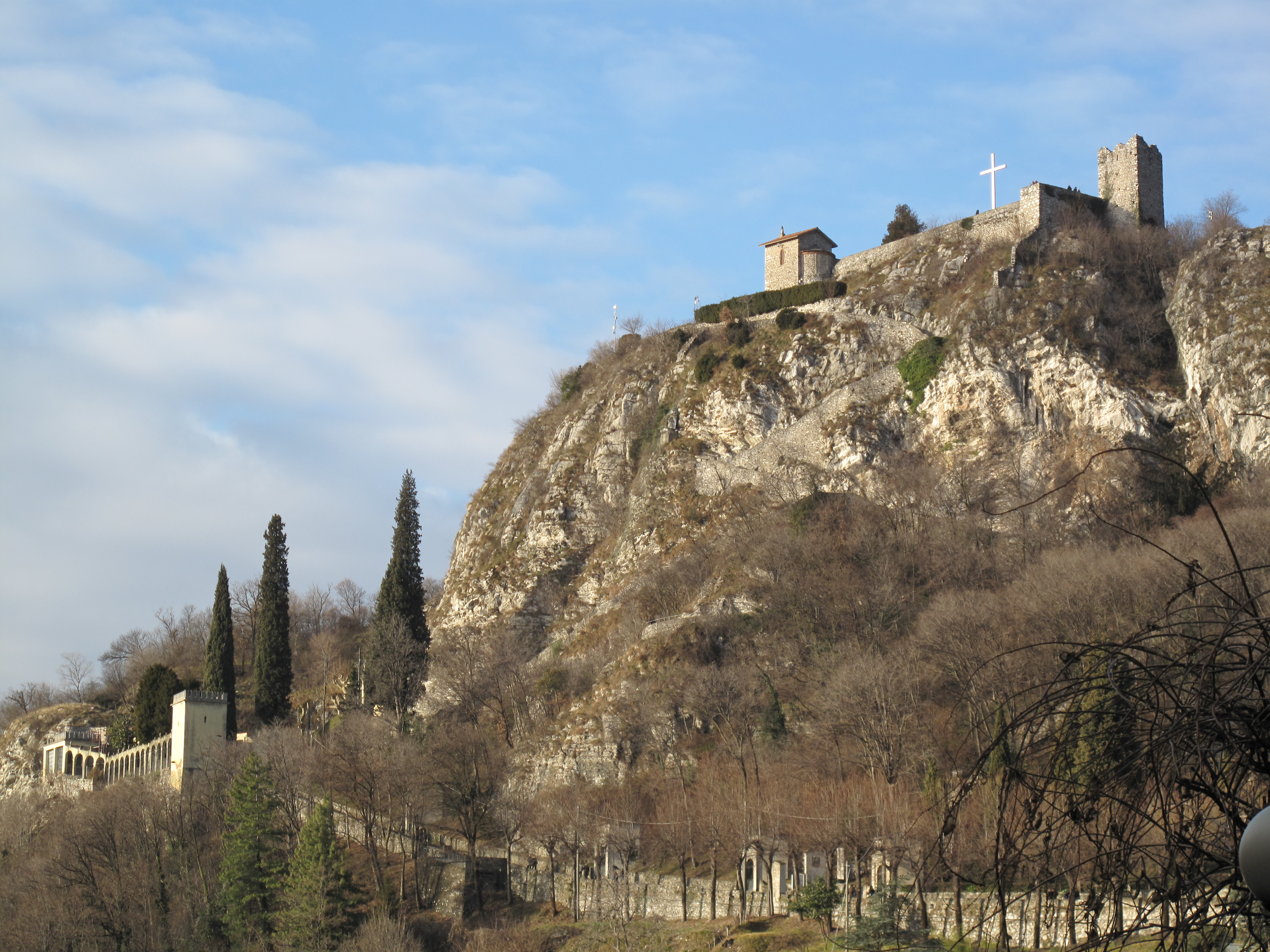
Castello dell'Innominato
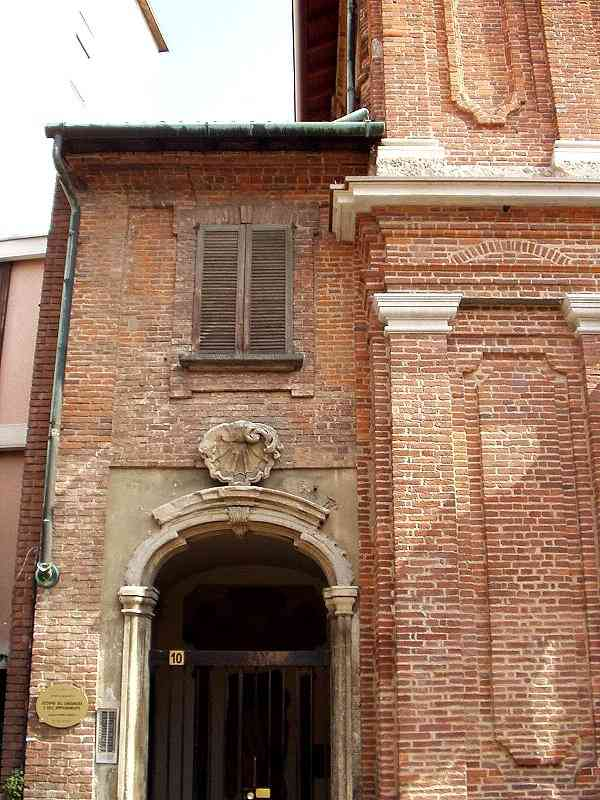
L'ingresso del convento di Monza